# Club de Londres
Le club de Londres est un groupe informel de créanciers privés (banques commerciales, fonds d'investissement) qui s'occupe de dettes publiques. Bien qu'inspiré du club de Paris, il préfère rééchelonner les dettes.
Sa première rencontre eut lieu en 1976 à Londres, pour tenter de résoudre les problèmes de paiements du Zaïre.  
Le club de Londres n'a aucun statut officiel, il regroupe un ensemble de "comités ad hoc", réunissant les principales banques créditrices.  
Les rencontres se font à l'initiative du débiteur, lesquelles se font dans différents centres de finance internationale. Le club n'existe que pendant les négociations. Une fois une entente signée, il se dissout. La présidence des négociations s'effectue par une importante institution financière, alors que le comité est composé de membres représentant les différents débiteurs, que ce soit des banques ou des fonds d'investissement (surtout s'ils détiennent des obligations financières).
Ces rencontres (à la différence du club de Paris qui se réunit toujours à Paris) ont lieu à New York, Londres, Paris, Francfort ou ailleurs selon les préférences du pays et des banques. Il est exceptionnel que les commissions consultatives donnent suite à un projet sans l’aval du FMI. Elles ne le font que si elles sont convaincues que le pays mène une politique adéquate[source insuffisante].